# Egebjergs kommun
Egebjergs kommun var en kommun i Fyns amt i södra Danmark. Den uppgick 2007 i Svendborgs kommun. Kommunen hade närmare 9 000 invånare (2004) och en yta på 123,83 km². Tätorten Vester Skerninge var centralort.

## Borgmästare
- Mads Weber, 1 april 1970–31 mars 1978[2]
- Erik Larsen, 1 april 1978–31 december 1985[2]
- Keld Møller Jensen, 1 januari 1986–31 december 1989[2]
- Poul Weber, 1 januari 1990–31 december 2001[2]
- Mogens Johansen, 1 januari 2002–31 december 2006[2]

Denna lista hämtas från Wikidata. Informationen kan ändras där.